# Liste des centrales nucléaires en Allemagne
La liste des centrales nucléaires en Allemagne comporte les centrales nucléaires allemandes productrices d'électricité d'origine nucléaire.
Depuis le 15 avril 2023, la totalité des réacteurs nucléaires électrogène allemands sont arrêtés.

## Contexte
En 2018, le pays se situait au 12e rang des pays producteurs d'électricité d'origine nucléaire dans le monde en nombre de réacteurs en activité et au 9e rang pour la puissance nucléaire installée. Cette production d’électricité d’origine nucléaire en Allemagne s’est élevée en 2018 à 76 TWh, soit 11,8 % de la production d’électricité dans le pays. 
En 2011, le gouvernement allemand a adopté le projet de loi de sortie du nucléaire d'ici fin 2022 (Loi Atomique 2011). Associée à la baisse de la part du nucléaire (énergie bas carbone) dans la production électrique (de 22,2 % en 2010 à 11,8 % en 2018), l'augmentation de la part des énergies renouvelables (éolien principalement) a permis de limiter l'impact sur les émissions de CO2 (285 à 326 Mt CO2éq entre 2009 et 2018 avec une tendance à la baisse depuis 2014). « L’électricité allemande reste malgré tout très dépendante des combustibles fossiles (lignite, charbon, gaz et fioul) dont la part s´élève à ~ 48 % de la production brute » en 2018. Ainsi la production d’électricité a émis presque 12 fois plus de CO2/kWh en Allemagne qu'en France en 2018 (472 g CO2/kWh en Allemagne contre 40 g CO2/kWh en France).
Depuis le 15 avril 2023, toutes les centrales nucléaires civiles électrogènes sont à l'arrêt définitif en Allemagne.

## Centrales et réacteurs nucléaires électrogènes

Centrales nucléaires historiques en Allemagne.

Le premier réacteur nucléaire mis en service est le réacteur de recherche FRM-I (ou Atomei), en 1957 près de Munich.
Le 1er janvier 1960 est entrée en vigueur la loi de l'Atome (Atomgesetz), qui permet l'utilisation pacifique de l'énergie nucléaire et la protection contre les dangers de la radioactivité et le développement du programme nucléaire civil allemand.
« La Loi Atomique 2002 (AtG 2002) prévoit l´abandon progressif du nucléaire (Lauer 2001) ».
Fin 2010, Angela Merkel fait voter un prolongement de 12 ans en moyenne de la durée d'exploitation des réacteurs allemands (Loi Atomique 2010). 
À la suite de l'accident nucléaire de Fukushima, le 11 mars 2011, (provoqué par un séisme de magnitude 9 suivi d'un tsunami de 14 mètres), les huit plus anciens réacteurs sont arrêtés. Puis, le 29 mai 2011, la coalition gouvernementale annonce sa décision de fermer toutes les centrales nucléaires électrogènes d'ici fin 2022. 
Le deuxième réacteur de la centrale de Philippsburg est arrêté le 31 décembre 2019. Les trois réacteurs des centrales de Grohnde, de Brokdorf et Gundremmingen-C sont définitivement arrêtés le 31 décembre 2021. Les trois derniers réacteurs Emsland, Isar-2 et Neckarwestheim-2  sont arrêtés le 15 avril 2023.

## Réacteurs électrogènes

### Définitions (glossaire de la base de données PRIS de l'AIEA)
Les caractéristiques des réacteurs sont données dans les tableaux ci-après ; les données sont principalement issues de la base de données PRIS (Power Reactor Information System) de l’Agence international de l'énergie atomique (AIEA) qui définit ainsi les termes :
- la puissance nette correspond à la puissance électrique délivrée sur le réseau et sert d'indicateur en termes de puissance installée ;
- la puissance brute correspond à la puissance délivrée par l'alternateur (soit la puissance nette augmentée de la consommation interne de la centrale) ;
- la puissance thermique correspond, à la puissance délivrée par la chaudière nucléaire.

Le début de construction correspond à la date de coulage des fondations du bâtiment réacteur. Une tranche (nom utilisé pour un réacteur complet) est considérée comme opérationnelle après son premier couplage au réseau électrique. La mise en service commerciale est le transfert contractuel de l’installation du constructeur vers le propriétaire ; intervenant en principe après réalisation des tests réglementaires et contractuels, et après fonctionnement continu à 100 % pendant une durée définie au contrat de construction.
| Centrale        | Unité | Filière | Modèle        | Puissance   | Puissance   | Puissance        | Début de construction | Raccordement au réseau | Mise en service commercial | Arrêt définitif  |
| Centrale        | Unité | Filière | Modèle        | Nette (MWe) | Brute (MWe) | Thermique (MWth) | Début de construction | Raccordement au réseau | Mise en service commercial | Arrêt définitif  |
| --------------- | ----- | ------- | ------------- | ----------- | ----------- | ---------------- | --------------------- | ---------------------- | -------------------------- | ---------------- |
| Biblis          | A     | REP     |               | 1 167       | 1 225       | 3 517            | 1er janvier 1970      | 25 août 1974           | 26 février 1976            | 6 août 2011      |
| Biblis          | B     | REP     | 1 240         | 1 300       | 3 733       | 1er février 1972 | 26 avril 1976         | 31 janvier 1977        | 6 août 2011                |                  |
| Brokdorf        | 1     | REP     |               | 1 410       | 1 480       | 3 900            | 1er janvier 1976      | 14 octobre 1986        | 22 décembre 1986           | 31 décembre 2021 |
| Brunsbüttel     | 1     | REB     | BWR-69        | 771         | 806         | 2 292            | 15 avril 1970         | 13 juillet 1976        | 9 février 1977             | 6 août 2011      |
| Emsland         | 1     | REP     | Konvoi        | 1 335       | 1 406       | 3 850            | 10 août 1982          | 19 avril 1988          | 20 juin 1988               | 15 avril 2023    |
| Grafenrheinfeld | 1     | REP     |               | 1 275       | 1 345       | 3 765            | 1er janvier 1975      | 30 décembre 1981       | 17 juin 1982               | 27 juin 2015     |
| Greifswald      | 1     | REP     | VVER-440/V230 | 408         | 440         | 1 375            | 1er mars 1970         | 17 décembre 1973       | 12 juillet 1974            | 18 décembre 1990 |
| Greifswald      | 2     | REP     | VVER-440/V230 | 408         | 440         | 1 375            | 1er mars 1970         | 23 décembre 1974       | 16 avril 1975              | 14 février 1990  |
| Greifswald      | 3     | REP     | VVER-440/V230 | 408         | 440         | 1 375            | 1er avril 1972        | 24 octobre 1977        | 1er mai 1978               | 28 février 1990  |
| Greifswald      | 4     | REP     | VVER-440/V230 | 408         | 440         | 1 375            | 1er avril 1972        | 3 septembre 1979       | 1er novembre 1979          | 2 juin 1990      |
| Greifswald      | 5     | REP     | VVER-440/V213 | 408         | 440         | 1 375            | 1er décembre 1976     | 24 avril 1989          | 1er novembre 1989          | 24 novembre 1989 |
| Grohnde         | 1     | REP     |               | 1 360       | 1 430       | 3 900            | 1er juin 1976         | 5 septembre 1984       | 1er février 1985           | 31 décembre 2021 |
| Gundremmingen   | A     | REB     |               | 237         | 250         | 801              | 12 décembre 1962      | 1er décembre 1966      | 12 avril 1967              | 13 janvier 1977  |
| Gundremmingen   | B     | REB     | BWR-72        | 1 284       | 1 344       | 3 840            | 20 juillet 1976       | 16 mars 1984           | 17 juillet 1984            | 31 décembre 2017 |
| Gundremmingen   | C     | REB     | BWR-72        | 1 288       | 1 344       | 3 840            | 20 juillet 1976       | 2 novembre 1984        | 18 janvier 1985            | 31 décembre 2021 |
| Isar            | 1     | REB     | BWR-69        | 878         | 912         | 2 575            | 1er mai 1972          | 3 décembre 1977        | 21 mars 1979               | 6 août 2011      |
| Isar            | 2     | REP     | Konvoi        | 1 410       | 1 485       | 3 950            | 15 septembre 1982     | 22 janvier 1988        | 9 avril 1988               | 15 avril 2023    |
| Krümmel         | 1     | REB     | BWR-69        | 1 346       | 1 402       | 3 690            | 5 avril 1974          | 28 septembre 1983      | 28 mars 1984               | 6 août 2011      |
| Lingen          | 1     | REB     |               | 183         | 268         | 520              | 1er octobre 1964      | 1er juillet 1968       | 1er octobre 1968           | 5 janvier 1977   |
| Mülheim-Kärlich | 1     | REP     |               | 1 219       | 1 302       | 3 760            | 15 janvier 1975       | 14 mars 1986           | 18 août 1987               | 9 septembre 1988 |
| Neckarwestheim  | 1     | REP     |               | 785         | 840         | 2 487            | 1er février 1972      | 3 juin 1976            | 1er décembre 1976          | 6 août 2011      |
| Neckarwestheim  | 2     | REP     | Konvoi        | 1 310       | 1 400       | 3 850            | 9 novembre 1982       | 3 janvier 1989         | 15 avril 1989              | 15 avril 2023    |
| Obrigheim       | 1     | REP     |               | 340         | 357         | 1 050            | 15 mars 1965          | 29 octobre 1968        | 31 mars 1969               | 11 mai 2005      |
| Philippsburg    | 1     | REB     | BWR-69        | 890         | 926         | 2 575            | 1er octobre 1970      | 5 mai 1979             | 26 mars 1980               | 6 août 2011      |
| Philippsburg    | 2     | REP     |               | 1 402       | 1 468       | 3 950            | 7 juillet 1984        | 17 décembre 1984       | 18 avril 1985              | 31 décembre 2019 |
| Stade           | 1     | REP     |               | 640         | 672         | 1 900            | 1er décembre 1967     | 29 janvier 1972        | 19 mai 1972                | 14 novembre 2003 |
| Unterweser      | 1     | REP     |               | 1 345       | 1 410       | 3 900            | 1er juillet 1972      | 29 septembre 1978      | 6 septembre 1979           | 6 août 2011      |
| Würgassen       | 1     | REB     |               | 640         | 670         | 1 912            | 26 janvier 1968       | 18 décembre 1971       | 11 novembre 1975           | 26 août 1994     |

### Réacteurs expérimentaux
- AVR Juelich : prototype de réacteur HTGR[37]
- Großwelzheim 25 MW (REB) arrêté depuis 1971[38]
- le THTR-300 de la centrale de Hamm-Uentrop 296 MW (réacteur à haute température au thorium) arrêté depuis 1989[39]
- Kahl am Main 15 MW (REB) arrêté depuis 1985[40]
- Kalkar, 300 MW (RNR) jamais terminé
- Le MZFR de 50 MW (PHWR) arrêté depuis 1984[41]
- Niederaichbach 100 MW arrêté depuis 1974[42]
- Rheinsberg 63 MW (VVER-70) arrêté depuis 1990
- VAK KAHL 15 MW (REB) arrêté depuis 1985[43]

## Réacteurs de recherche
- Forschungsreaktor München (FRM) : premier réacteur de recherche allemand (1957-2000)
- Réacteur FRM II : source expérimentale de neutron à Munich (2004-.)

## Les exploitants
Les quatre compagnies responsables de la distribution d'électricité pour l'Allemagne se partagent les réacteurs en service (à 100 % ou avec les parts de production indiquées) : 
- EnBW : Neckarwestheim, Philippsburg,
- E.ON AG : Brockdorf, Brunsbüttel (33 %), Emsland (12,5 %), Grafenrheinfeld, Grohnde, Isar, Krümmel (50 %), Unterweser,
- RWE : Biblis, Emsland (87,5 %),
- Vattenfall : Brunsbüttel (66 %), Krümmel (50 %).